# Wyspa Wrangla (Alaska)
Wyspa Wrangla (ang. Wrangell Island) – wyspa na Oceanie Spokojnym, w Archipelagu Aleksandra, w południowo-wschodniej części stanu Alaska (Stany Zjednoczone), w okręgu administracyjnym Wrangell.
Wyspa niemal w całości znajduje się w granicach lasu narodowego Tongass. W jej północnej części położone jest miasto Wrangell, a w jego sąsiedztwie lotnisko.
Na zachodzie cieśnina Zimovia Strait oddziela Wyspę Wrangla od wysp Etolin i Woronkofski Island. Na wschodzie cieśniny Eastern Passage i Blake Channel oddzielają ją od kontynentu północnoamerykańskiego.
Nazwa wyspy upamiętnia niemieckiego odkrywcę w służbie rosyjskiej, Ferdinanda von Wrangla. Odnotowana została na rosyjskich mapach hydrograficznych z 1848 roku.